# Мусин, Юрий Журсунгазиевич
Юрий Журсунгазиевич Мусин (26 февраля 1946, Нальчик — 24 января 1995, Алма-Ата) — советский футболист, защитник, тренер.

## Биография
Воспитанник кабардино-балкарского футбола. Отец — казах, военный, участник Великой Отечественной войны, мать кубанская казачка.
В начале 1960-х семья переехала в Алма-Ату. Мусин начал играть за дубль «Кайрата». В 1965 году провёл четыре матча во второй группе класса «А». В чемпионате СССР в 1966—1969, 1971 годах провёл 97 матчей, забил три гола.
Завершал карьеру в команде второй лиги «Динамо»/«Целинник» Целиноград в 1972—1973 годах, там же начал тренерскую карьеру.
Был техничным защитником, прекрасно читал игру, отличался точными передачами, игрой на опережение.
Жена с 1970 года Валентина Георгиевна, врач, преподаватель в вузе. Сын Владислав, юрист.
Скончался от сахарного диабета 24 января 1995 года. Похоронен в Алма-Ате.